# Пойраз
„Пойраз“ (на турски: Poyraz) е квартал в район „Бейкоз“ в Истанбул, Турция. Намира се в анадолската част на града, на брега на Босфора. В „Пойраз“ е разположен единият край на моста Явуз Султан Селим.

## История
Установено е, че първи заселници в „Пойраз“ са генуезците, дошли тук около VI век. По-късно тук се заселват византийци, а след падането на селото под османско владичество в „Пойраз“ се установяват преселници от Трабзон и Ризе.
В квартала се намира едноименната крепост, използвана за военни цели. На европейския бряг, от другата страна на крепостта Пойраз, е разположена крепостта Гарипче.